# Badminton-Nationalliga A 2003/04
Die Badminton-Nationalliga A der Saison 2003/2004 als höchste Spielklasse im Badminton in der Schweiz zur Ermittlung des nationalen Mannschaftsmeisters bestand aus einer Vorrunde im Modus Jeder gegen jeden und anschließenden Play-off-Spielen. Meister wurde der BV Team Basel.

## Vorrunde
| Platz | Team                  | Punkte | Spiele | +/- | Sätze   | +/-  | Partien |
| ----- | --------------------- | ------ | ------ | --- | ------- | ---- | ------- |
| 1     | BV Team Basel         | 48     | 91:21  | 70  | 192:58  | 134  | 14      |
| 2     | Union Tafers-Fribourg | 35     | 68:36  | 32  | 151:86  | 65   | 13      |
| 3     | BC La Chaux-de-Fonds  | 31     | 59:45  | 14  | 124:99  | 25   | 13      |
| 4     | BC Adligenswil        | 30     | 59:53  | 6   | 131:121 | 10   | 14      |
| 5     | BC Uzwil              | 22     | 48:64  | −16 | 119:139 | −20  | 14      |
| 6     | BC Adliswil           | 22     | 48:64  | −16 | 109:144 | −35  | 14      |
| 7     | BC Bulle              | 22     | 45:67  | −22 | 106:141 | −35  | 14      |
| 8     | BC Genève             | 10     | 22:90  | −68 | 56:200  | −144 | 14      |

## Halbfinale
- Union Tafers-Fribourg – BC La Chaux-de-Fonds: 5:3, 8:0
- BV Team Basel – BC Adligenswil: 6:2, 6:2

## Finale
- BV Team Basel – Union Tafers-Fribourg: 6:2, 6:2